# Dentelle de Lille
La dentelle de Lille était un type de dentelle aux fuseaux qui était fabriquée à Lille.

## Histoire
C'était une dentelle légère, populaire au XVIIIe siècle, en noir et en blanc. Elle n'avait pas les riches motifs de la dentelle de Valenciennes. Sa qualité a diminué après la Révolution française et, en 1800, elle n'était portée que par "les femmes les plus ordinaires". Dans la première moitié du XIXe siècle, les dessins au trait, faits uniquement de gimp, étaient entourés d'un fond nuageux simple (en), soulagé seulement par un éparpillement de petits points. Après la Révolution française de 1848, peu de choses furent produites dans le commerce.
Il y a pu y avoir jusqu'à 16 000 travailleuses dans ce secteur.

## Postérité
Une académie de dentelles essaie de perpétuer cette tradition perdue

## Galerie

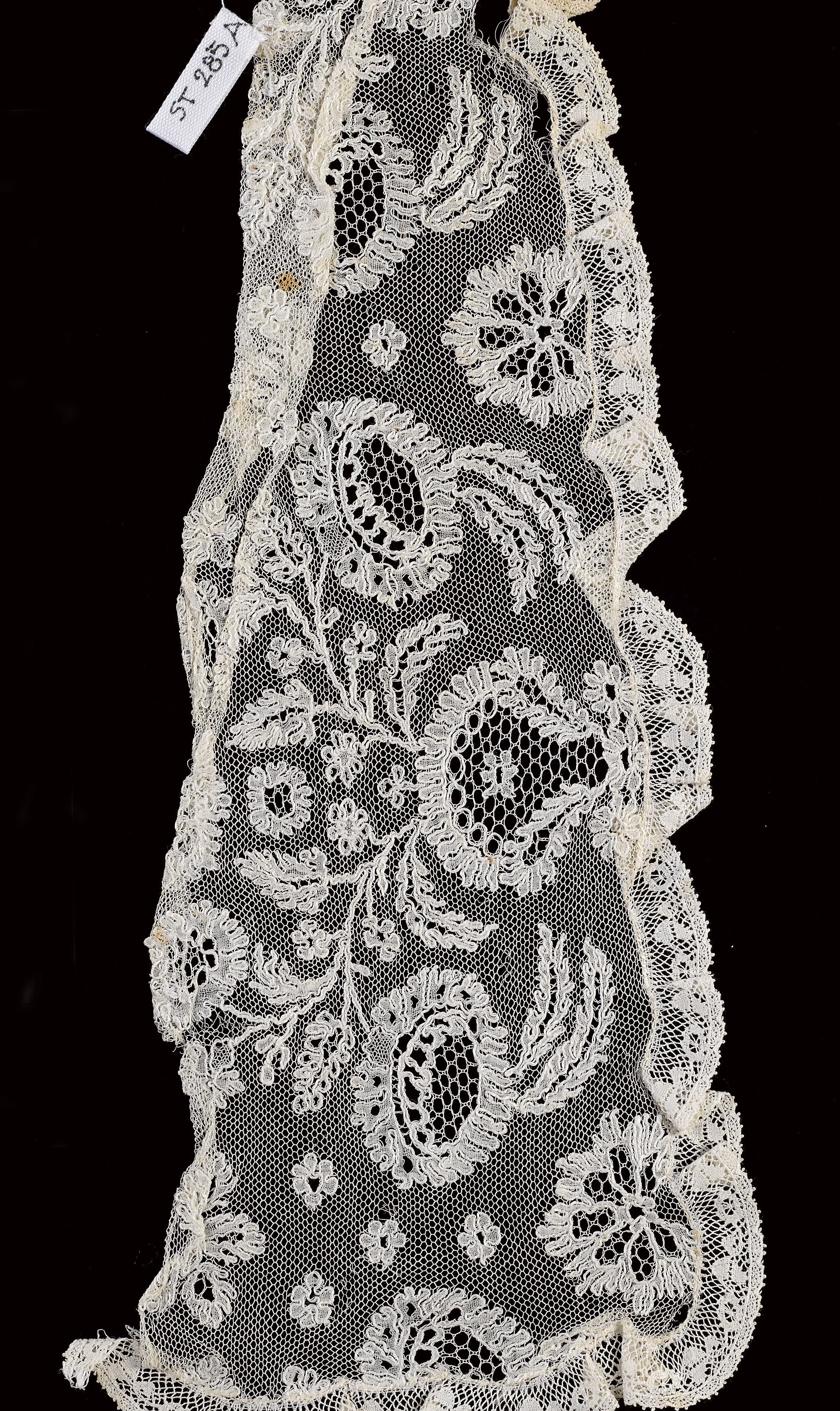
Dentelle de Lille conservée au musée de la mode d'Anvers
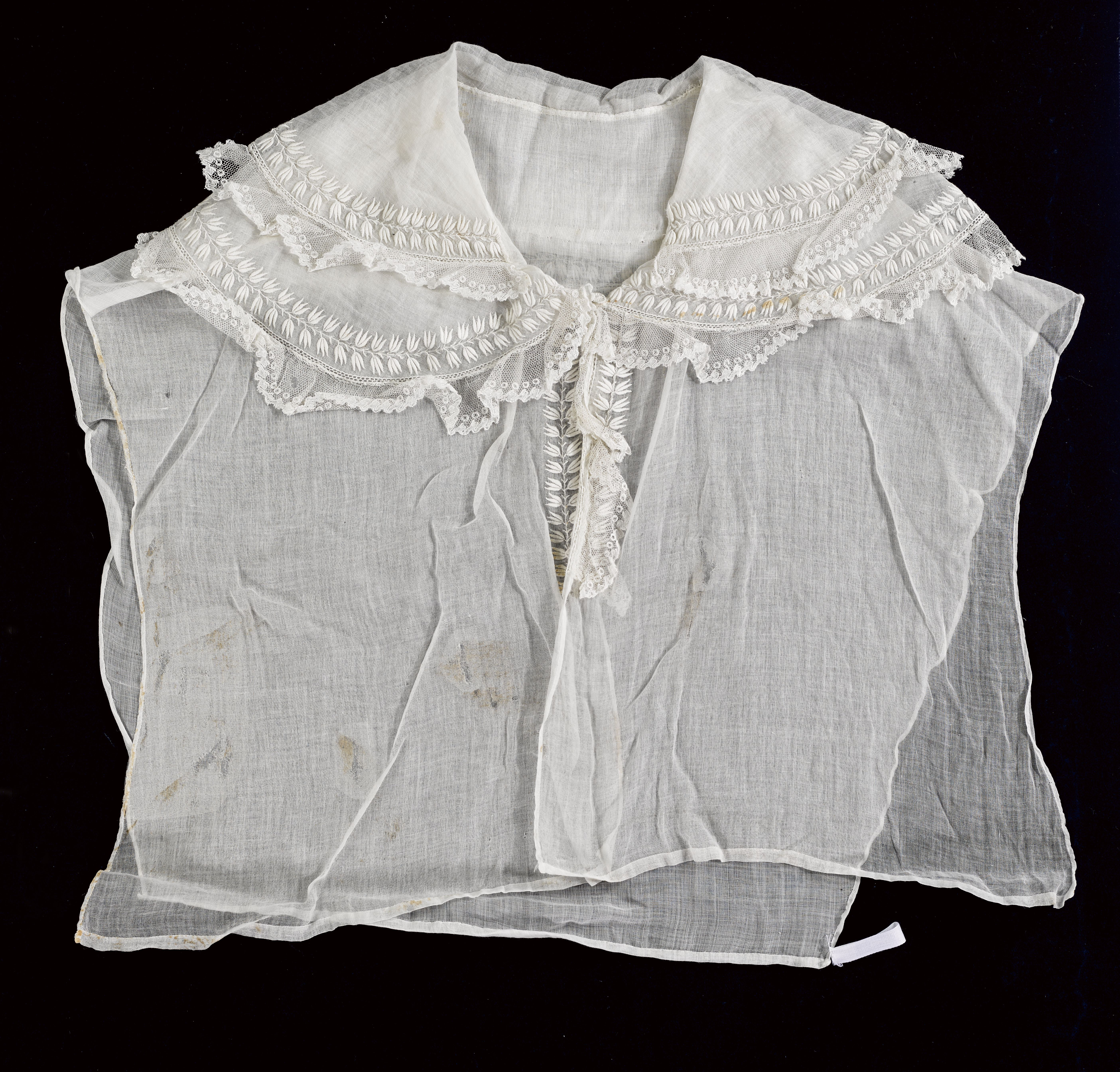
Chemisette en dentelle de Lille, musée de la mode d'Anvers
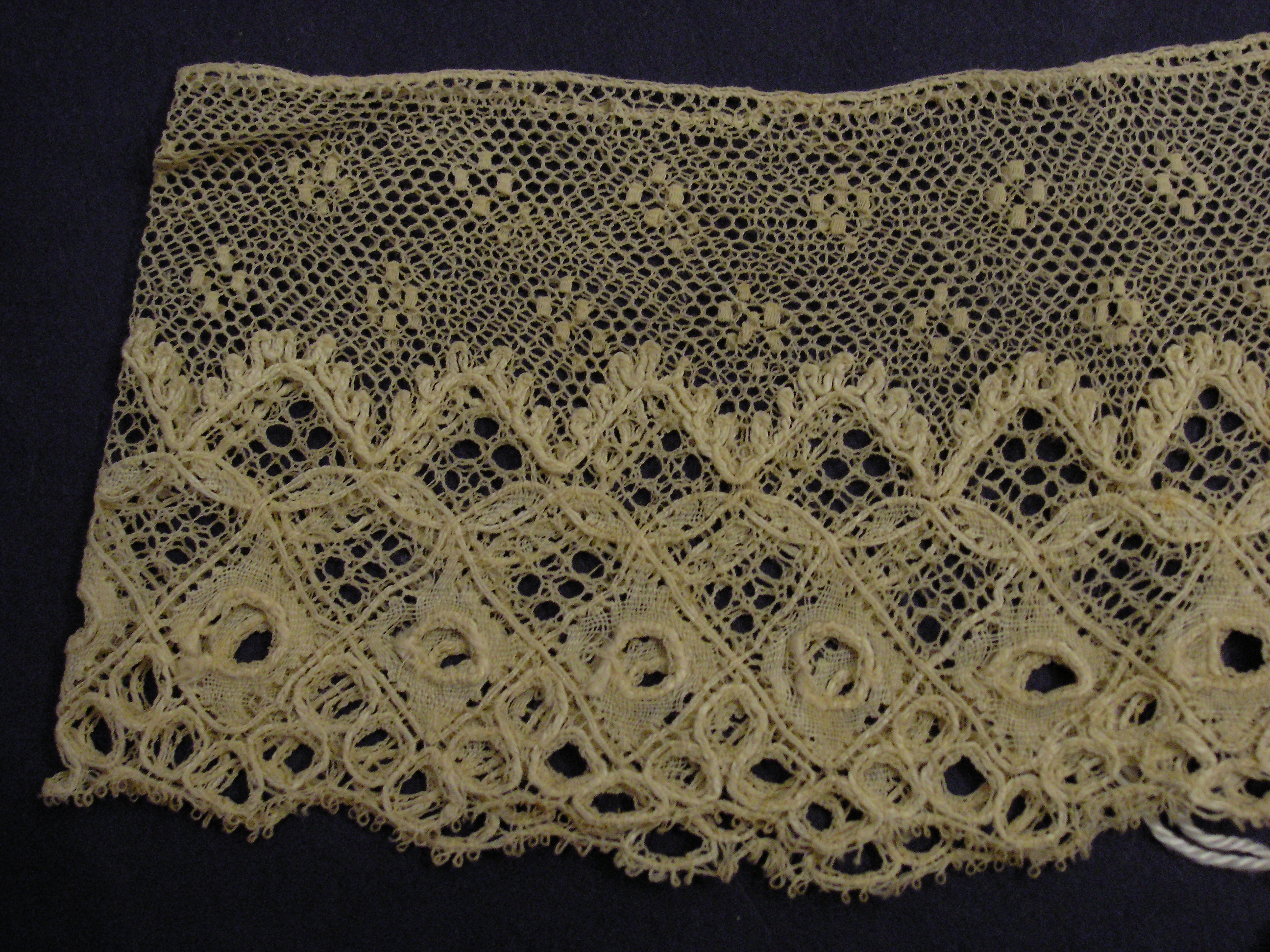
Dentelle de Lille du XIXe siècle conservée au musée du mémorial de guerre d'Auckland